# District scolaire francophone Sud
Le district scolaire francophone Sud est le nom d'un district scolaire francophone regroupant l'ensemble des établissements et des communautés scolaires francophones situés dans le secteur méridional de la province du Nouveau-Brunswick, au Canada. Son centre administratif académique est situé dans la ville de Dieppe au cœur de l'agglomération de Moncton.

## Présentation
Le système d'éducation néo-brunswickois est géré et structuré selon le principe de la dualité linguistique. Il reconnait donc deux secteurs d'éducation distincts, l'un francophone et l'autre anglophone, dans le but de promouvoir et de sauvegarder les communautés de la province.
L'article 23 de la Charte canadienne des droits et libertés, adoptée en 1982, garantit le droit à l'enseignement en français pour la minorité francophone du Canada. Les articles 4, 5 et 11 de la Loi sur l'éducation touchent également la langue d'enseignement, ainsi que la politique 321 qui en découle.
Dans le secteur francophone, les élèves fréquentent en général le même établissement, soit l'école élémentaire, de la maternelle à la huitième année, avant de se rendre à l'école secondaire, qui offre les cours pour les élèves de la neuvième à la douzième année; d'autres cheminements sont possibles selon les localités, et il y a des écoles offrant des cours de la maternelle à la 5e année, de la maternelle à la 12e année, de la 6e à la 8e année ou de la 6e à la 12e année.
Le secteur Francophone Sud est l'un des trois districts scolaires du Nouveau-Brunswick. Il s'étend sur toute la partie méridionale de cette province maritime. Elle jouxte les deux autres districts francophones Francophone Nord-Est (Tracadie-Sheila) et Francophone Nord-Ouest (Edmundston).

## Organisation
Le district Francophone Sud est divisé aujourd'hui en 10 sous-districts, depuis la fusion des sous-districts 1 et 11. Il comptait plus de 13 300 élèves en 2012, encadrés par 1 800 enseignants et formateurs, répartis dans 36 établissements scolaires (écoles élémentaires et écoles secondaires). Chaque sous-district étant supervisé par un bureau scolaire. La communauté urbaine du Grand Moncton est elle-même divisée en quatre sous-districts (SD5, SD6, SD7 et SD8) en raison de l'importance de la communauté acadienne vivant dans cette partie de la province canadienne.

## Actions pédagogiques
À côté de la transmission des savoirs, un dispositif éducatif a été mis en place pour promouvoir la lecture chez les jeunes acadiens. "Lire et faire lire Acadie" est un programme de développement du plaisir de la lecture et de la solidarité intergénérationnelle destiné aux enfants des écoles primaires. Ce programme implique des bénévoles de plus 50 ans ou à la retraite qui partagent leur plaisir de lire avec des enfants des écoles primaires. Il s’agit de leur lire des histoires pour développer leur goût de la lecture.
Le district scolaire Francophone Sud a accueilli, en 2012, une dizaine d'élèves étrangers en immersion dans la langue française. Ces élèves venaient du Mexique, Brésil, Colombie et Allemagne. 